# Podkarpatská Rus
Podkarpatská Rus (rusínsky a ukrajinsky Підкарпатська Русь – Pidkarpats'ka Rus’ nebo Закарпаття – Zakarpattja, maďarsky Kárpátalja, rumunsky Transcarpatia, polsky Zakarpacie, německy Karpatenrussland) je termín označující historické území, které se rozkládalo na místě dnešní ukrajinské Zakarpatské oblasti. Z přísně historického hlediska je to označení jedné z pěti, později čtyř samosprávných zemí Československa v letech 1919–1939, jejíž území mělo nepatrně odlišné hranice a které bylo k Československu připojeno po zániku Uherska. V ČSR bylo připojení Zakarpatska vnímáno elitami převážně jako prozatímní řešení, než Zakarpatsko bude moci získat samostatnost či se stát součástí demokratické Ukrajiny či Ruska. Od května 1945 bylo pouze formálně součástí Československa s hranicemi obnovenými do stavu před mnichovskou konferencí, 29. června 1945 pak bylo odstoupeno Sovětskému svazu.
Jeho hlavním městem byl Užhorod; v listopadu 1938 po první vídeňské arbitráži, která přiřkla jihozápadní oblasti, včetně Užhorodu a Mukačeva, k Maďarskému království, se náhradním správním střediskem stalo město Chust.
V období, kdy Podkarpatská Rus byla součástí Československa, došlo na Podkarpatské Rusi k významnému pokroku, a to zejména na poli školství a zdravotnictví. Byly stavěny nové školy, na Podkarpatskou Rus byli vysíláni čeští učitelé, poštovní úředníci, lékaři atd. Byla provedena agrární reforma.

## Historické názvy Podkarpatské Rusi
Poprvé byla Podkarpatská Rus připomínána pod názvem Podkarpatsko nebo také Uherská Rus. S tímto označením se objevovala v tehdejším tisku a literatuře do roku 1918. Šlo tehdy ale jen o vágní označení Rusíny obydlené části Uherska, která neměla přesné vymezení. Administrativní platnost mělo dělení na župy, přičemž Uherská Rus byla tvořena částmi žup Ung (Užsko), Bereg, Ugoča a Marmaroš, případně i Zemplín, Šariš a Spiš (okrajově).
Označení Podkarpatská Rus, nebo také Zem podkarpatskoruská se začalo používat od podepsání Trianonské smlouvy z roku 1920, kdy byly definitivně stanoveny hranice Československa vůči Maďarsku. Do té doby nebylo jisté, jak velká část rusínského území bude k Československu připojena, původně se uvažovalo severní Maramureš nepřičleňovat vůbec. Nakonec byly ze strategických důvodů (železnice) připojeny i nížinné oblasti s převážně maďarským osídlením (města Čop, Baťovo, Berehovo, Vylok aj.).
V souvislosti s naplněním plánované, avšak neustále odkládané a zamezované autonomie se název území v listopadu 1938 změnil na „autonomní Karpatská Ukrajina“; přestala se používat předpona „pod-“, která měla poukazovat na polohu území z hlediska čs. orientace. Politická reprezentace tohoto území vyhlásila na několik dní v roce 1939 (14.–18. března) nezávislost jako Karpatská Ukrajina, poté byla obsazena Maďarskem. V maďarštině se území nazývalo a stále nazývá jednoduše „Podkarpatí“ (Kárpátalja).
Po připojení k Sovětskému svazu se celé území stalo součástí Ukrajinské SSR jako Zakarpatská oblast; tento název odpovídal ukrajinskému či ruskému náhledu na situaci. Dnešní Zakarpatská oblast je jednou z administrativních jednotek od roku 1991 nezávislé Ukrajiny.

## Národnostní složení Podkarpatské Rusi v roce 1930

Jazyková mapa Československa – 1930

V roce 1930 žilo na Podkarpatské Rusi 725 357 obyvatel, z toho 446 916 Rusínů, 109 472 Maďarů, 91 255 Židů, 33 961 Čechů a Slováků. 13 249 Němců, 12 641 Rumunů, zbytek obyvatel tvořili jiné národnosti a cizinci.

### Rusíni
U rusínštiny neproběhla ještě její kodifikace. Hovořilo se o jazyku maloruském. Bylo stanoveno, že tento jazyk může být jazykem podání, projednávání a vyřizování. Tímto jazykem měly být též (kromě jazyka československého, kterým se označovala jak česká, tak slovenská verze tohoto jazyka) označovány úřední budovy a vydávány úřední vyhlášky. Žili zde Lemkové, Bojkové, Huculové a Doliňané.

### Maďaři
Postavení obyvatel maďarské národnosti se řídilo obecnými pravidly pro jazykové menšiny.

### Židé
Na tomto území se k židovské národnosti v rámci sčítání lidu hlásilo nejvíce obyvatel z celého bývalého Československa, v roce 1921 80 tis. a v roce 1930 přes 91 tis. Prakticky všichni byli v roce 1944 deportováni do koncentračních táborů. Židé většinou hovořili německy nebo maďarsky, mezi sebou hovořili jazykem jidiš.

## Náboženství
Před 2. světovou válkou bylo rozložení obyvatel podle náboženství takovéto: řečtí katolíci (49,5 %). pravoslavní (15,4 %), židé (14,1 %) a evangelíci (10,2 %). Své zastoupení zde měla také nově vzniklá Církev československá.

## Historie

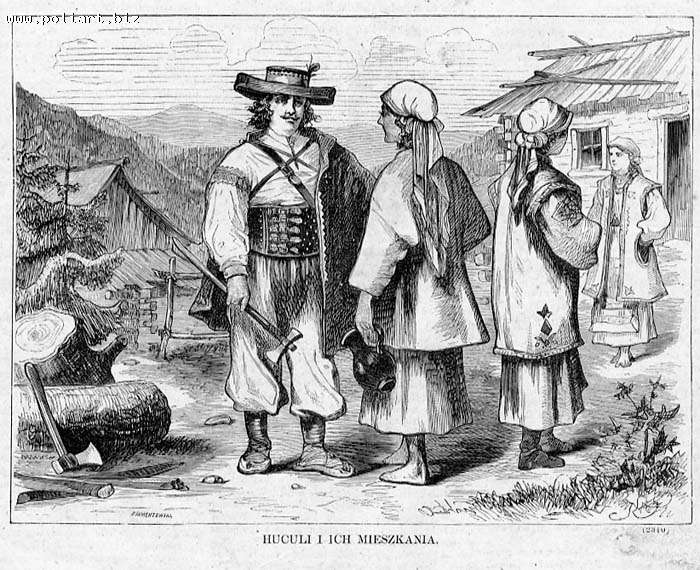
Huculové obývající svahy Karpat

Za velkomoravského knížete Svatopluka (vládl 871–894) patřilo území pod správu Velkomoravské říše. Po jeho smrti za jeho syna velkomoravského knížete Mojmíra II. (vládl 894–906) byla ovládnuta Maďary. Po roce 981 byla ovládnuta Kyjevskou Rusí. V 11. století se stala celá Podkarpatská Rus součástí Uherského království, a to až do první světové války. Roku 1301 získal pro svého syna Václava III. uherskou korunu, a tedy i Podkarpatskou Rus, Václav II., král český a polský. Václav III. (uherský král 1301–1305, český a polský král 1305–1306) se však vzdal kromě Chebska a Gdaňského přímoří také Uher hned, jak zemřel jeho otec v roce 1305.
V době Jagellonců existovala v letech 1490–1526 personální unie mezi českým a uherským státem. V roce 1526 vzniklo habsburské soustátí (zaniklo až roku 1918) spojením zemí Koruny české, rakouských zemí a západního dílu Uher, protože zbytek obsadili Turci, tedy i Podkarpatskou Rus.
Na území Podkarpatské Rusi zasahovala většina Užské župy (se sídlem v Užhorodu), téměř celá Berežská župa (Berehovo), většina Marmarošské župy (Marmarošská Sihoť), asi dvě třetiny Ugočské župy (Vynohradiv), okrajová severovýchodní část Sabolčské župy (Nyíregyháza) a okrajová část Szatmárské župy (Satu Mare), z níž do Podkarpatské Rusi náležela pouze obec Velika Palaď. Území bylo osídleno převážně Rusíny, v jižních rovinatých oblastech však převažovali Maďaři. Existovala zde i početná německá, židovská a rumunská menšina.

### První světová válka
V září roku 1914 probíhala bitva o Halič. Rakousko-uherská armáda ustupovala ke karpatským průsmykům, obývanými především Rusíny. V lednu 1915 byla fronta vzdálena asi 20 kilometrů od Užhorodu. Ruské vojsko, které zde operovalo v rámci tzv. bitvy v Karpatech. opustilo Karpaty v květnu 1915 a zanechalo za sebou desítky zničených rusínských vesnic. Stovky Rusínů utekly před pomstou rakousko-uherské armády za údajnou kolaboraci do Ruska. Za tuto údajnou kolaboraci bylo odsouzeno a popraveno mnoho Rusínů. Například v březnu 1915 Košický vojenský tribunál odsoudil 800 rusínských sedláků. Velkou zábavou maďarských vojáků bylo po „osvobození“ bití místních obyvatel. Vláda v té době trestala jakékoliv projevy národního uvědomění Rusínů, proto se o toto obrození postarali rusínští emigranti v USA. Představitelé rusínské emigrace pod vedením právníka Grigorije Žatkoviče, které Masaryk pozval, po setkání s prezidentem Wilsonem, na „kongres Středoevropské Unie“ koncem října 1918 do Filadelfie, uzavřeli 26. října dohodu s Tomášem Garrigue Masarykem, na jejímž základě měla být zdejší, do té doby Maďary národnostně utlačovaná oblast dosavadních Uher, začleněna do budoucího Československa jako jeho autonomní část (viz Filadelfská dohoda). Představitelé Rusínů požadovali pro rusínská území autonomii ve formě členského státu federativně uspořádaného Československa, přičemž pro tento svůj rusínský stát požadovali mnohem větší území (požadovali župy Spišskou, Šarišskou, Zemplínskou, Abovskou, Boršodskou, Užskou, Berežskou, Ugočskou a Marmarošskou), než jaké později Podkarpatská Rus opravdu získala.

### Po válce

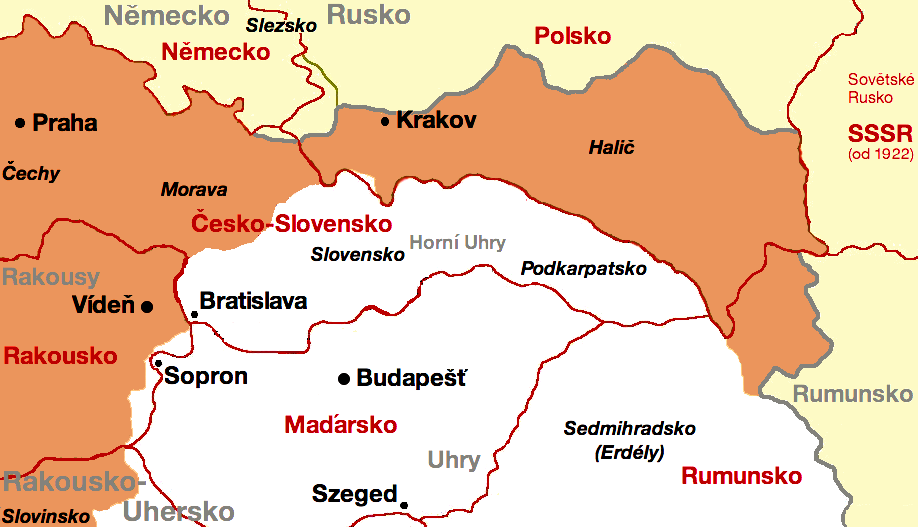
Podkarpatská Rus po první světové válce, východní část bývalých Horních Uher

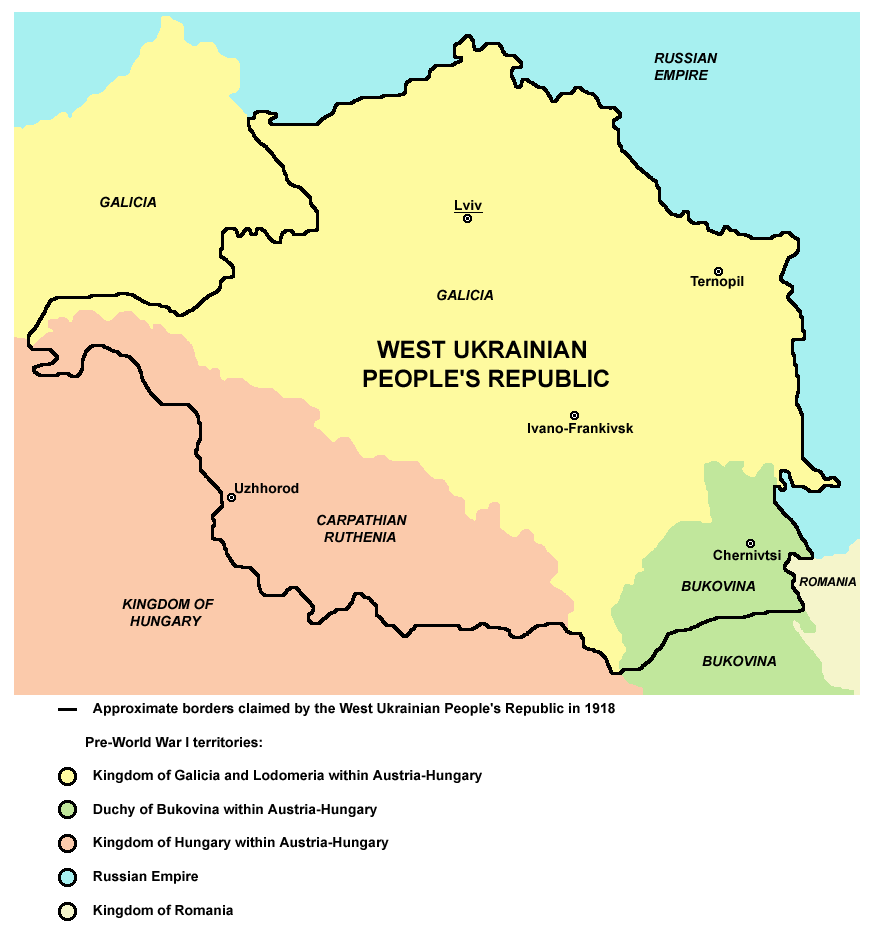
Podkarpatská Rus jako část Západoukrajinské lidové republiky

19. listopadu 1918 Americká národní rada uherských Rusínů v Scrantonu souhlasila s tímto plánem a v listopadu a prosinci téhož roku uspořádali američtí Rusíni plebiscit, v němž se 67 procent delegátů přihlásilo k myšlence spojit Podkarpatskou Rus s Československem, které pro ně bylo příslibem uceleného státu; 28 procent hlasovalo pro připojení k Ukrajině, 2 procenta pro samostatný stát a sotva 1 procento se hlásilo k Rusku, Maďarsku nebo k Haliči.
V prosinci 1918 odjela rusínská delegace do Budapešti za Milanem Hodžou, který tam jednal s maďarskou vládou, a tlumočila mu většinový názor, že se podkarpatská země hodlá odloučit od Maďarska a připojit se buď k Ukrajině nebo k Československu.
Názory na Podkarpatské Rusi se teprve tříbily. V Chustu národní rada vyhlašovala v lednu 1919 příklon k Ukrajině, i když ne zcela bez vnitřních rozporů. Užhorodská rada setrvávala na požadavku autonomie v rámci Uherska a národní rada v Prešově souhlasila s tímto plánem amerických Rusínů odloučení od Uher. Teprve závěrečné jednání Centrální rusínské národní rady v Užhorodě 8. května 1919 rozhodlo, že Rusíni se připojí k Československu (viz Užhorodské memorandum). 11. června 1919 též zanikla nikým neuznaná Huculská republika.
Maďarská vláda premiéra Karolyiho však nestála pasivně stranou. V prosinci 1918 vyhlásila pro Podkarpatsko autonomii ve spolupráci s užhorodskou Radou maďarských Rusínů. V době Maďarské republiky rad pronikly vojenské oddíly i na Podkarpatsko, kde se začala provádět četná socializační opatření, která však narážela na odpor obyvatelstva (např. zřizování zemědělských družstev a mobilizace do Rudé armády).
Hymna podkarpatských Rusínů pochází z roku 1919.

### Mírová konference v Paříži a následný vývoj
V únoru 1919 se v Paříži sešel Hrihorij Žatkovič s Antonem Beskidem, mluvčím Podkarpatska. Vytvořili rusínskou komisi a společně s československou delegací na mírové konferenci předložili plán na spojení Podkarpatské Rusi jako autonomní oblasti s Československem. Součástí dokumentů pro mírovou konferenci bylo i užhorodské memorandum z května 1919 doporučené prezidentu Masarykovi, který při přijetí delegace 23. května pravil, že „spojenci v Paříži uznali požadavek karpatských Rusů a přiřkli jim právo se přičlenit jako autonomní část k československému státu.“
Dne 10. září 1919 pak byla uzavřena mírová smlouva v Saint-Germain-en-Laye, podle níž se Podkarpatská Rus stala součástí Československa jako autonomní země s vlastním sněmem, který měl mít zákonodárnou moc v otázkách místní samosprávy, školství, náboženství apod. Desátý článek Smlouvy stanovil: „Československo se zavazuje, že zřídí území Rusínů jihokarpatských v hranicích, určených čelnými mocnostmi spojenými a sdruženými, v rámci státu československého jako samosprávnou jednotku, která bude vybavena nejširší samosprávou slučitelnou s jednotností státu československého.“ Mezinárodněprávní uznání připojení Podkarpatské Rusi k Československu potvrdila i trianonská mírová smlouva, podepsaná 4. června 1920. Na těchto konferencích byla také schválena demarkační linie mezi nově konstituovaným Slovenskem a Podkarpatskou Rusí, kterou navrhl Edvard Beneš. Tato linie vedla zhruba přímo od Čopu po Užhorod a dále podél řeky Uh ke hřebenům Karpat, tedy o něco východněji než pozdější definitivní hranice, jež se severně od Užhorodu shoduje se současnou státní hranicí mezi Slovenskem a Ukrajinou. S touto hranicí vyjadřovali představitelé Rusínů nesouhlas. Koncem září 1919 se v Praze sešla slovensko-rusínská komise k jednání o určení hranice mezi Podkarpatskou Rusí a Slovenskem, na němž rusínská delegace požadovala připojení celé československé části Zemplínské župy, jakož i částí Spišské a Šarišské župy, ale nakonec k dohodě nedošlo, protože rusínská delegace byla neústupná a slovenská byla ochotná jen k podstatně menším územním ústupkům.
V Generálním statutu pro organizaci a administraci Podkarpatské Rusi z 18. listopadu 1919 byla stanovena zemská hranice mezi Slovenskem a Podkarpatskou Rusí, platná do roku 1922 a pak od roku 1928 až do událostí z let 1938/1939, takže Podkarpatská Rus získala 32 obcí, které podle původní demarkační hranice měly náležet Slovensku (vesměs v údolí Uhu); tři obce: Ašvaň, Malé Rátovce a Velké Rátovce byly pro změnu svěřeny do správy Slovenska. Slovenská reprezentace, která chtěla zabránit výraznému posunu hranice na západ z obavy, že by se jednou Slováci žijící na severovýchodě Slovenska (jež Rusíni z etnických důvodů požadovali pro Podkarpatskou Rus), mohli ocitnout na území jiného státu, to považovala za spravedlivý ústupek vůči Podkarpatské Rusi s tím, že další změny společné zemské hranice jsou ještě otevřené pro budoucí jednání, přičemž s tímto kompromisem nebyli představitelé Rusínů vůbec spokojeni. Již předtím žádali 2. listopadu 1919 starostové národnostně především slovenských obcí ze západních částí dosavadní Užské župy (Sobrance a okolí), aby byly jejich obce součástí Slovenska.

### Odložení autonomie

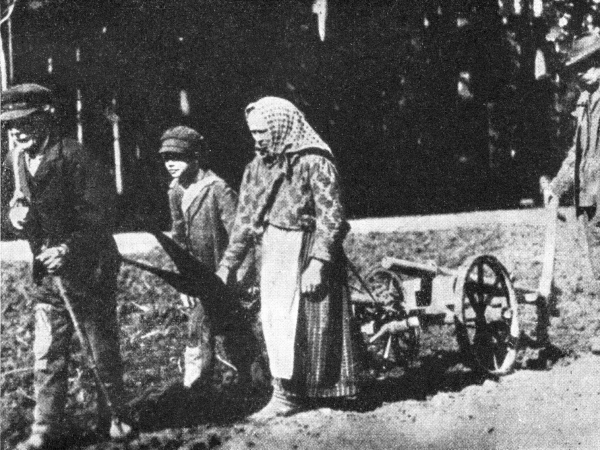
Obdělávání půdy nejchudších rolníků na Podkarpatské Rusi

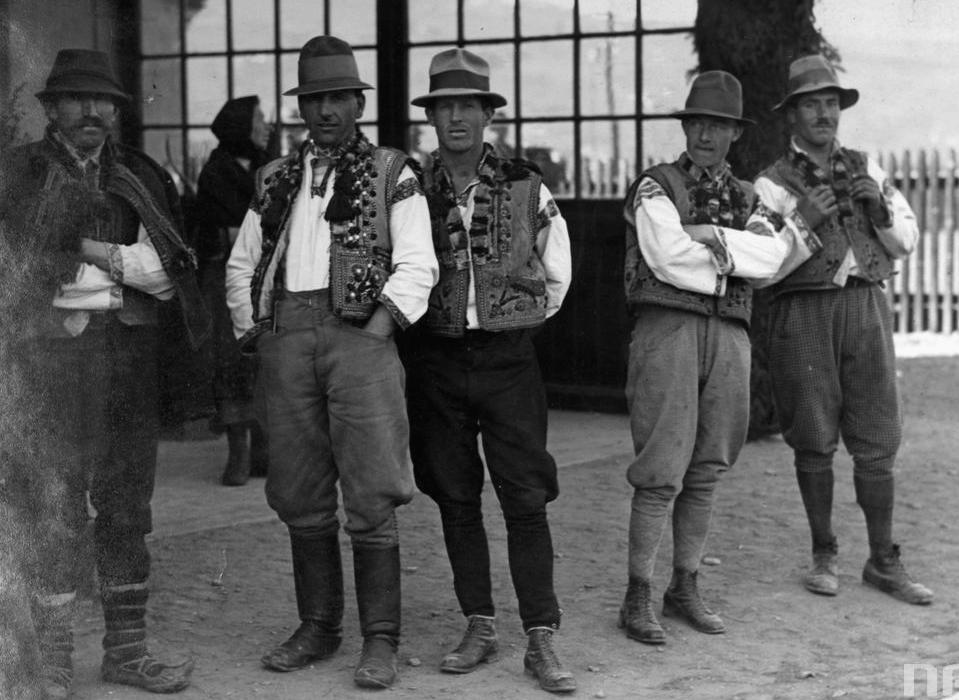
Rusíni roku 1935

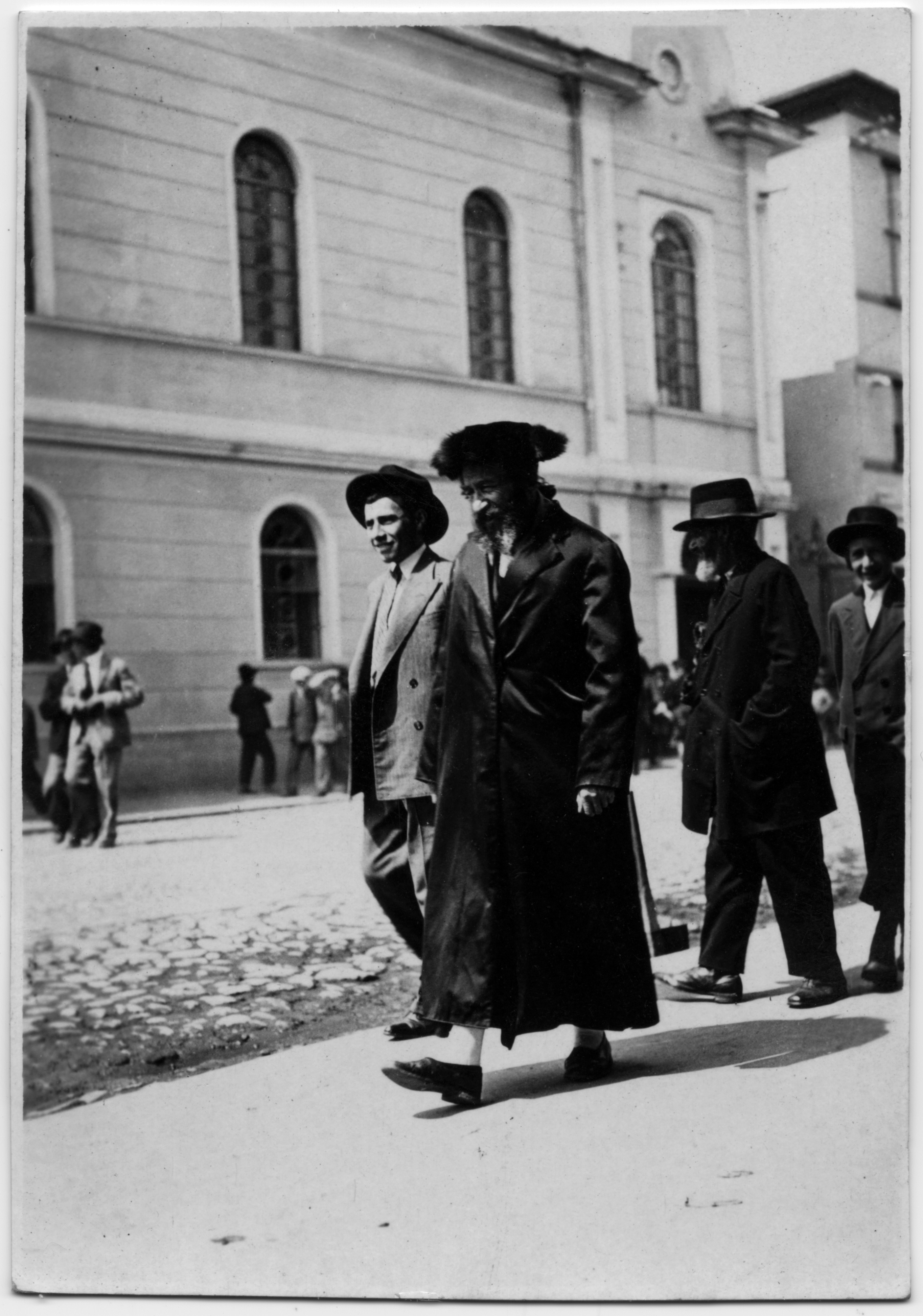
Židé v Mukačevu roku 1938

Guvernér jmenovaný prezidentem byl odpovědný podkarpatskému sněmu. Tyto skutečnosti potvrdila také nová ústava z 29. února 1920.
Podle již zmíněného Generálního statutu pro organizaci a administraci Podkarpatské Rusi se zřizovalo zatímní direktorium autonomní země, aby se tak vyhovělo saint-germainské podmínce. Do čela direktoria byl postaven Hrihorij Žatkovič. Byla současně vytvořena funkce vládního administrátora podléhajícího ministerstvu vnitra. Za vyučovací jazyk a úřední byl prohlášen jazyk lidový (rusínský).
Cestu k autonomní samosprávě měly otevřít volby do parlamentu v Praze i do rusínského sněmu – v roce 1920 se však nekonaly (až doplňovací volby roku 1924). Teprve od roku 1923 byla Podkarpatská Rus zastoupena v parlamentu devíti poslanci.
Ještě roku 1920 se Hrihorij Žatkovič pokoušel jednat o změně společné podkarpatorusko-slovenské zemské hranice, ve prospěch Podkarpatské Rusi, a když jednání nikam nevedla, rozhodl se podat demisi z funkce předsedy direktoria, ale za příslib vyřešení požadavků a dále postavení guvernéra od svého záměru ustoupil. Sporná otázka zemských hranic, kdy představitelé Rusínů nadále požadovali pro Podkarpatskou Rus severní části Spiše, Šariše a Zemplína, zůstala už navždy nevyřešena a zůstala zdrojem jistého napětí.
V letech 1919–1920 bylo území Podkarpatské Rusi pod přímou správou československého státu. Po složitých jednáních mezi čsl. vládou a zástupci Podkarpatska byla ústavně, ale jen formálně (ne fakticky) zavedena autonomie území pod vedením guvernéra a zemského prezidenta. Guvernér byl orgán volený pouze z občanů Podkarpatské Rusi, Zemský prezident byl orgán jmenovaný prezidentem Československé republiky:
- 1919–1920 – prvním státním správcem byl jmenován Jan Brejcha
- 1920–1921 – guvernér Hrihorij Žatkovič, odešel z úřadu na protest proti tomu, že území stále nebylo autonomní (odešel do USA)
- 1921–1923 – viceguvernér Petr Ehrenfeld (funkce guvernéra nebyla obsazena)
- 1923–1933 – guvernér Anton Beskid
- 1933–1935 – zemský prezident Antonín Rozsypal (po smrti Antona Beskida v roce 1933 nebyla funkce guvernéra obsazena)
- 1935–1938 – guvernér Konstantin Hrabar

Sídlo guvernéra a státní správy bylo v Užhorodu. Adresa sídla se v průběhu let několikrát změnila:
- 1919–1922 – bývalý Župní dům na Žatkovičově náměstí
- 1922–1936 – budova ve Švehlově ulici
- 1936–1938 – „definitivní“ budova od architekta A. Krupky na Beskidově náměstí ve čtvrti Malé Galago, této čtvrti se dodnes říká „užhorodské Dejvice“ (od roku 2002 tam stojí též památník T. G. Masaryka) nebo také „Malá Praha“

Podle vládního nařízení č. 280/1922 z 21. září 1922 bylo od roku 1923 z Podkarpatské Rusi vyčleněno 32 obcí, které se staly součástí Košické župy, proti čemuž ostře protestovali představitelé Rusínů. Se vznikem země Podkarpatoruské získala Podkarpatská Rus těchto 32 obcí zpět a dále obdržela určitou formu samosprávy, kdy normotvornou funkci plnilo zemské zastupitelstvo a výkonnou měl na starosti zemský výbor spolu se zemským prezidentem.

#### Správní členění
Území Podkarpatské Rusi, tak jak bylo nakonec vymezeno, zahrnovalo různě velké části celkem šesti uherských žup: většinu Berežské župy, většinu Užské župy, přibližně polovinu Marmarošské župy, většinu Ugočské župy, okrajovou část Sabolčské župy (vesnice Solovka, Eseň, Petrivka, Demeči, Tysaagtelek, Červone, Tysaujfalu a jih a východ vesnice Tysaašvaň) a nepatrnou část Szatmárské župy (jen obec Velyka Palaď), přičemž správní centra tří z nich (Marmarošské, Sabolčské a Szatmárské) Československu nepatřily, což si vynutilo změny správního členění regionu.

##### 1919–1921
Čtyři župy (viz dobová mapa)
1. Užská župa, hl. m. Užhorod. Zahrnovala zpočátku podkarpatoruské části původní Užské župy, později i podkarpatoruskou část bývalé Sabočské župy. Okresy: Užhorod, Seredné, Perečin a Velký Berezný
2. Berežská župa, hl. m. Berehovo. Zahrnovala československou část Ugočské župy, Velykou Palaď ze Szatmárské župy, jižní část československé části původní Berežské župy, jihozápad československé části původní Marmarošské župy a zpočátku také československou část Sabolčské župy. Okresy: Berehovo, Chust, Iršava, Kosino a Velká Sevljuš
3. Mukačevská župa, hl. m. Mukačevo. Zahrnovala severní část původní Berežské župy a severozápadní část původní Marmarošské župy. Okresy: Mukačevo, Dovhe, Svaljava, Rozvihovo, Nižni Verecky a Volove
4. Marmarošská župa, hl. m. Velký Bočkov, později Solotvina[23]. Zahrnovala zbytek československé části původní Marmarošské župy. Okresy: Rachov, Velký Bočkov, Ťačevo a Teresva

##### 1921–1926
Od roku 1921 do 30. června 1926 – 3 župy (viz dobová mapa):
1. Užhorodská župa – zahrnovala podkarpatoruské části bývalých žup Užské a Sabolčské; hl. m. Užhorod; 4 okresy
2. Mukačevská župa – zahrnovala čs. část bývalé Berežské župy a západní okraj původní Marmarošské župy (okres Dlouhé); hl. m. Mukačevo; 6 okresů
3. Velkosevljušská/Marmarošská župa – zahrnovala čs. část bývalé župy Ugočské, obec Velkou Palaď z bývalé župy Szatmárské a zbytek čs. části původní Marmarošské župy; plánované hl. m. Chust, správa sídlila provizorně ve Velkém Bočkově, Sevluši nebo Solotvině; 6 okresů

V tomto období došlo k řadě změn členění na okresy  a s tím spojenými změnami župních hranic.

##### 1926–1938
- 1. července 1926[25]–1928 – sloučeno v jednotnou župu mukačevskou, členící se na okresy Užhorod, Perečín, Velký Berezný, Svaljava, Mukačevo, Berehovo, Volové, Iršava, Sevluš, Chust, Ťačovo, Rachov
- 1928–1938 – okresy Užhorod, Perečín, Velký Berezný, Svaljava, Mukačevo, Berehovo, Volové, Iršava, Sevluš, Chust, Ťačovo, Rachov

Od 17. listopadu 1938 byla oblast na základě návrhu autonomní vlády nazývána Karpatská Ukrajina.

### Autonomie

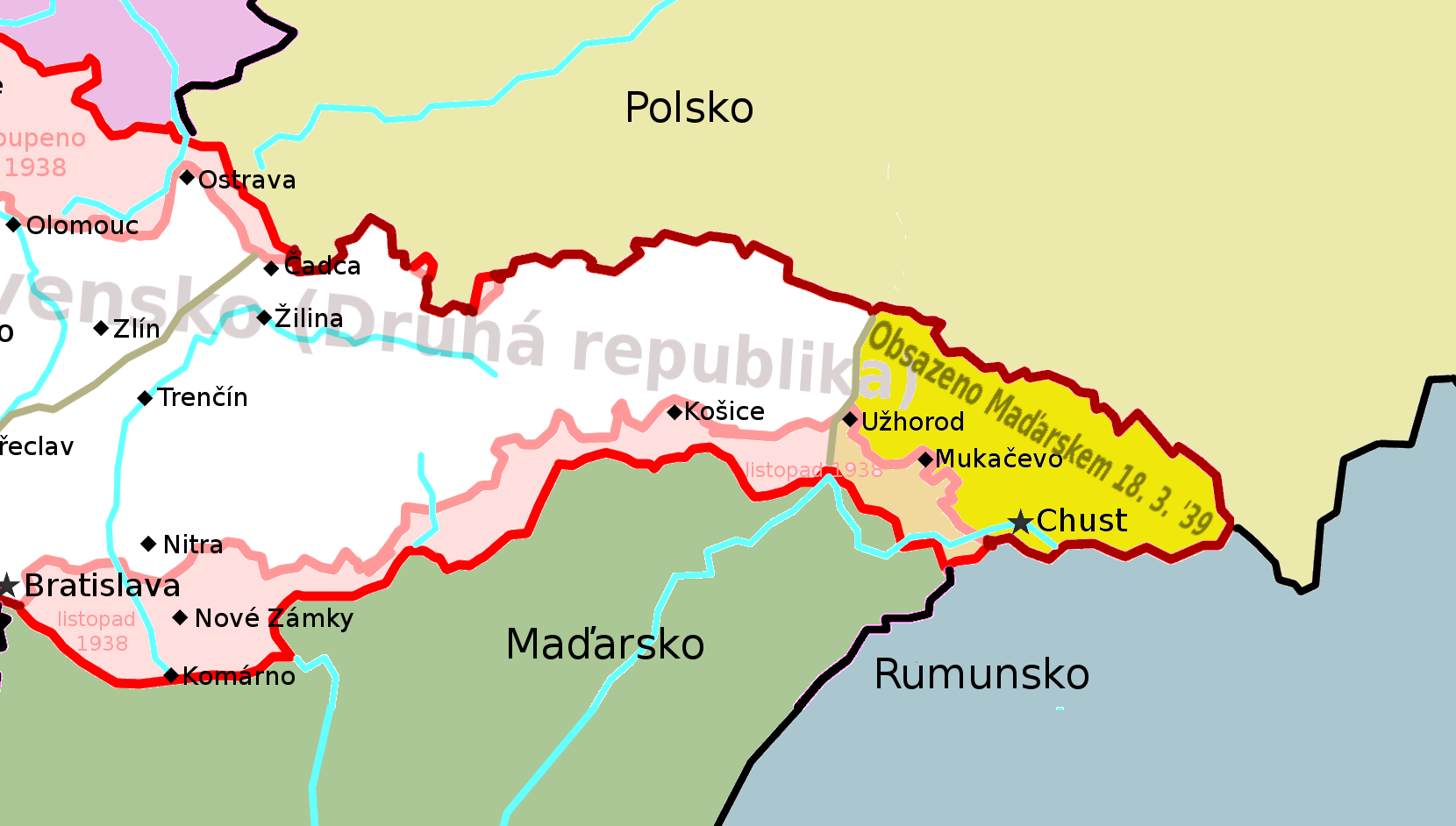
Karpatská Ukrajina 1938–1939

Dohoda z roku 1919 o poskytnutí autonomie byla nakonec naplněna až 22. listopadu 1938. Ve vládní vyhlášce se uvedla v činnost podkarpatská vláda a měl být svolán sněm Karpatské Ukrajiny. Hlavním městem země se stal Chust (neboť Užhorod i Mukačevo byly mezitím dány Maďarsku), kde kněz a spisovatel Augustin Vološin ustanovil autonomní vládu Karpatské Ukrajiny.

#### Vídeňská konference (arbitráž)
Dne 2. listopadu 1938 bylo ve Vídni ukončeno arbitrážní jednání o maďarsko-československé hranici. Podle rozhodnutí arbitrážního jednání muselo Československo odevzdat Maďarskému království pohraničí s většinově maďarským osídlením, což byla jižní část Slovenska a jihozápad Podkarpatské Rusi včetně Užhorodu, Mukačeva a Berehova (První vídeňská arbitráž). Maďarsko tak získalo 152 tisíc hektarů nejúrodnější části země s vinicemi, ovocnými sady, tabákovými a kukuřičnými plantážemi, a také páteřní železniční trať přes Slovenské Nové Mesto a Čop. Železnice na zbylé Podkarpatské Rusi tak zůstala v podobě několika izolovaných úseků odříznutých od zbytku československé sítě. Polsko a Maďarsko omezily komunikaci území s okolním světem a zahájily ekonomickou blokádu.
Po dobu předání „vládl“ na guvernérském úřadu ministr čsl. vlády Ivan Párkányi. Československá vláda rozhodla definitivně o autonomii a úřad předsedy autonomie byl přestěhován do města Chust, do budovy, která dosud sloužila jako okresní úřad pro okres Chust. Předsedou autonomie byl zvolen zprvu Andrej Bródy, po něm Augustin Vološin.

### Samostatná Karpatská Ukrajina
V noci z 13. na 14. března 1939 vypuklo povstání ukrajinských nacionalistů, tzv. povstání Karpatské Siče. Dne 14. března 1939 vyhlásilo Slovensko nezávislost (Slovenský stát) a na zasedání podkarpatského sněmu bylo rozhodnuto bránit zemi proti případnému maďarskému vpádu. Karpatská Sič měla z registrovaných patnácti tisíc členů vycvičených pouze necelé tři tisíce a byla minimálně vyzbrojena. V noci ze 13. na 14. března vtrhli Maďaři přes podkarpatské hranice, když předtím poslali do Prahy ultimátum, aby československé vojsko vyklidilo do 24 hodin Podkarpatskou Rus. Došlo k ozbrojeným potyčkám mezi Karpatskou Sičí a československým vojskem.
15. března 1939 pak byla vyhlášena nezávislá republika Karpatská Ukrajina pod správou vlády Júlia Révaye. Nově zvolený prezident Karpatské Ukrajiny Augustin Vološin poslal do Bukurešti telegram, který žádal o vojenské obsazení země a zřízení rumunského protektorátu. Na tento telegram však nikdo neodpověděl. Vzápětí začala zemi obsazovat maďarská vojska VI. armády v počtu padesáti tisíc. Boje mezi maďarskou a československou armádou probíhaly ve dnech 14. až 18. března 1939 a nejintenzivnější byly u Onkovců. Tyto boje se po zániku Československa 15. března 1939 změnily na slovensko-maďarské boje, které skončily odstoupením nejvýchodnějšího Slovenska (Východní Beskydy, Vihorlat) Slovenským státem Maďarsku. Toto území pak Maďaři začlenili do Podkarpatského guvernorátu.
Dne 14. března po konzultacích s pražskou vládou nařídil generál Prchala evakuaci. Následující den souhlasila československá vláda s odevzdáním Karpatské Ukrajiny Maďarsku, které podniklo ofenzívu. O den později, 16. března 1939 odpoledne československé vojsko opustilo Chust a území Karpatské Ukrajiny opustilo do 18. března. Českoslovenští vojáci byli během ústupu napadáni jak maďarskými, tak karpatskými jednotkami. Odhaduje se, že v březnu 1939 padlo na Podkarpatské Rusi okolo 40 až 70 příslušníků československé armády a ozbrojených sborů, dalších 120 bylo raněno.

### Maďarská okupace a 2. světová válka
Maďarsko zaútočilo na Podkarpatskou Rus ráno 14. března 1939, československé armádní velení vydalo rozkaz k okamžitému protiútoku. Ve stejný den byl vyhlášen Slovenský štát. Augustin Vološin telefonicky sdělil Emilu Háchovi, že nevidí jinou možnost než vyhlášení nezávislosti, ta byla vyhlášena ve 20:00. Hned na to nově již premiér Vološin požádal Německo o přijetí protektorátu nad Karpatskou Ukrajinou, to však nebylo vyslyšeno. Stejného dne ve 23:00 souhlasila československá vláda s požadavkem na vyklizení Podkarpatské Rusi, to však mělo být prováděno postupně, aby mohli být evakuováni i českoslovenští občané. Den na to, 15. března proběhlo první a poslední zasedání sněmu Karpatské Ukrajiny. Poslední československé jednotky se z Podkarpatské Rusi stáhly 18. března. Úplně poslední oddíl ustupujících československých vojáků bránících do té doby Velký Bočkov překročil hranice z Podkarpatské Rusi do Rumunska 21. března 1939. Boje si na československé straně vyžádaly 70 mrtvých a 120 raněných příslušníků československých ozbrojených složek, Maďarsko přiznalo 72 mrtvých a 244 raněných, ale podle odhadů musely být jeho ztráty větší. Největší ztráty měli sičovci (Sič – organizace ukrajinských nacionalistů), maďarská armáda je označila za bandity, a tak každého zadrženého sičovce rovnou popravovala, proto se jejich ztráty odhadují na 1500 mrtvých a zraněných.
Po obsazení byla zřízena dočasná vojenská administrativa Podkarpatského území (Kárpátaljai terület). Okamžitě byla zavedena opatření proti Židům. Maďarský regent Miklós Horthy se v červnu 1939 pokusil naklonit obyvatele Podkarpatské Rusi tím, že jmenoval 15 poslanců do Maďarského parlamentu, kteří zde měli zastupovat Podkarpatí. Poté, co si Německo a SSSR rozdělily Polsko, se Sovětský svaz stal sousedem Podkarpatské Rusi. Mnoho zejména mladých Rusínů se tedy rozhodlo pro útěk do SSSR, ovšem jediné co zde utečence čekalo, bylo vězení a deportace do gulagů. Odhaduje se, že takovýto osud mělo 25 000 Rusínů, přežít se podařilo pouze čtvrtině, a to díky tomu, že mohli v roce 1942 vstoupit do 1. československého armádního sboru v SSSR. Podkarpatský Rusín Jan Demčík napsal o svém věznění v sovětském gulagu i o své službě v 1. československém armádním sboru na východní frontě knihu Můj útěk do gulagu. Na Podkarpatské Rusi mezitím dále probíhalo pronásledování takzvaných „neloajálních“ občanů.
Od 19. března 1944 bylo Maďarsko okupováno Německem, to okamžitě začalo s deportací Židů. Z Podkarpatské Rusi byli deportováni převážně do Osvětimi. Celkový počet obětí holocaustu na Podkarpatské Rusi je 104 177 osob. S přibližující se frontou se administrativní systém Kárpátalja úplně zhroutil, z důvodu útěku Maďarů zpět do vlasti. Podkarpatská Rus byla osvobozena během Karpatsko-užhorodské operace, ta začala 18. října 1944 a za deset dnů již bylo osvobozeno celé území. Okamžitě zde začali agenti NKVD usilovat o připojení Podkarpatské Rusi k SSSR. Československá delegace byla vpuštěna pouze na malou část územní, z které byla stejně již v prosinci vyhnána.

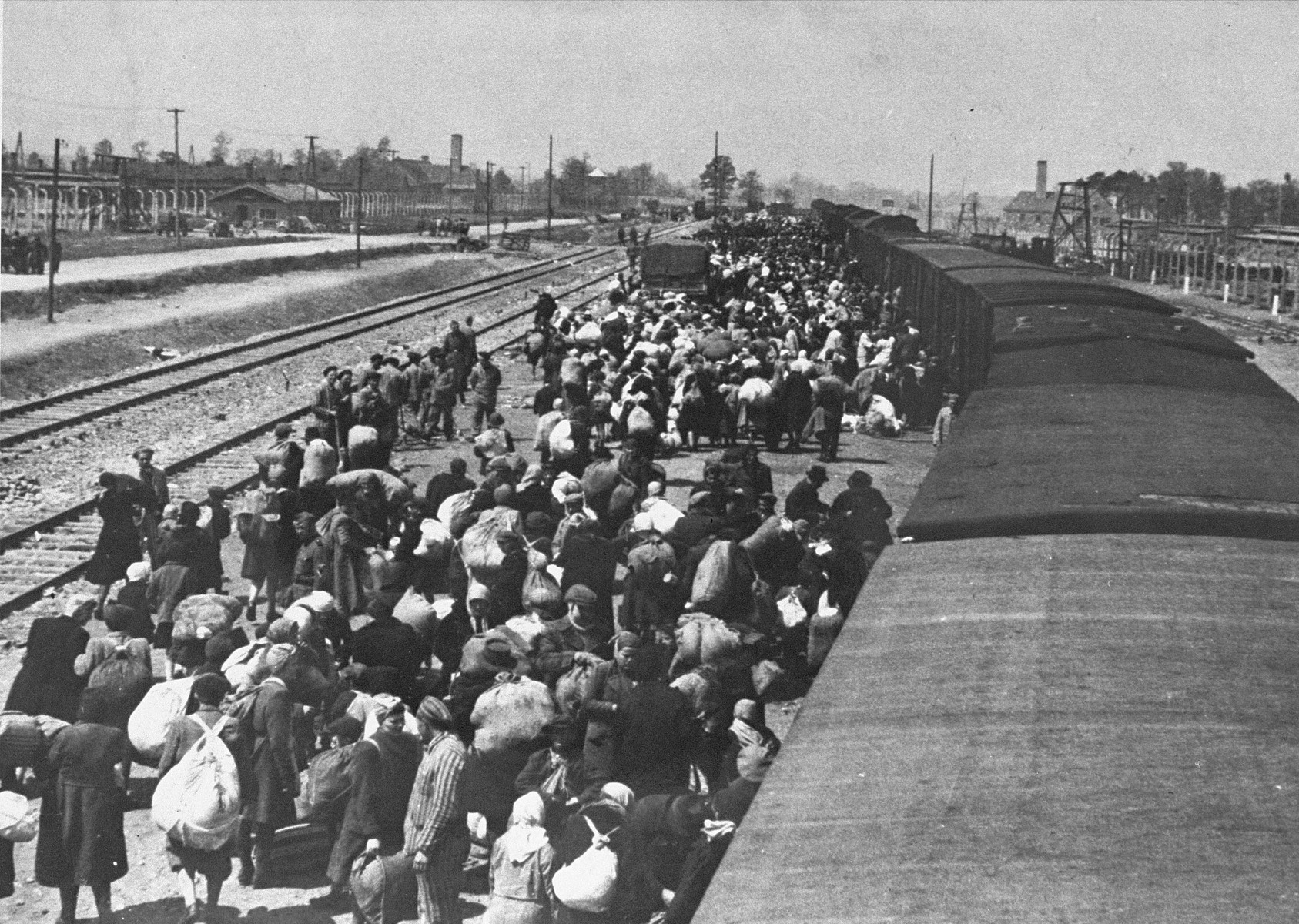
Deportovaní českoslovenští Židé z Podkarpatské Rusi, Osvětim, květen 1944

Augustin Vološin žil po dobu války v Praze a měl status cizince. V roce 1945 byl odvlečen do Moskvy, kde v témže roce zemřel na následky mučení v tamní věznici. Byl prohlášen hrdinou Ukrajiny.

### Po druhé světové válce
Po poměrně rychlém osvobození v souladu se sovětsko-československou smlouvou z prosince 1943, která ještě uznávala Československo v jeho předmnichovských hranicích a podle dohody z 8. května 1944 o spolupráci Sovětské armády s československou vládou na osvobozeném území, vyslala koncem října 1944 vláda Československa na území Podkarpatské Rusi oficiální delegaci pro správu osvobozeného území v čele s ministrem londýnské vlády Františkem Němcem a generálem Antonínem Hasalem-Nižborským. Československou správu však záhy začal mařit Sovětský svaz a vyvolal hnutí za připojení Podkarpatské Rusi k SSSR.
Koncem října a začátkem listopadu 1944 se konaly – oficiálně – „první svobodné volby“ do národních výborů, za dozoru vojenské diktatury, která ovládala celou zem a nastolila atmosféru strachu. Poslanci byli vybráni v sekretariátech komunistické strany; nikdo jiný než takový pověřenec nemohl kandidovat. Úkolem voličů svážených často do volebních místností vojenskými nákladními auty bylo vhodit do připravených uren obstoupených dozorčí komisí vytištěný seznam poslanců. Činnost jiných stran než komunistické byla zakázána.
12. listopadu 1944 se konaly na Podkarpatské Rusi „veřejné“ schůze, na nichž se souhlasilo s připojením k Sovětskému svazu. O týden později se vytvořila samostatná komunistická strana, do té doby součást Komunistické strany Československa, a schválila připojení země k Ukrajině.
25.–26. listopadu 1944 sjezd národních výborů Zakarpatské Ukrajiny vydal v Mukačevě manifest O opětovném sjednocení Zakarpatské Ukrajiny se sovětskou Ukrajinou. Po nedemokratických volbách do místních výborů opakoval i mukačevský sraz podle komunistické direktivy, že vyjadřuje svobodnou vůli lidu připojit se k SSSR. Napětí vyvrcholilo 8. prosince 1944, kdy sovětské úřady násilím vyhnaly představitele československé vlády ze země. František Němec se sice ještě vrátil 17. ledna a zůstal tam do 1. února 1945, ale faktickou činnost však českoslovenští představitelé nemohli vykonávat.
Už v roce 1939 a 1941 opakovaně připustil Edvard Beneš poválečné připojení Podkarpatské Rusi k SSSR.
Sovětské orgány organizovaly především násilnou mobilizaci československých občanů do Rudé armády. Podle obvyklé komunistické propagandy vstupovali do Rudé armády „dobrovolně a nadšeně“.
I přes stížnosti Československa nebyli tito lidé z Rudé armády propuštěni. SSSR také nechalo na území Podkarpatské Rusi zřídit šest koncentračních táborů, kde byli internováni především občané německé a maďarské národnosti a také významní činitelé, kteří se nepostavili na komunistickou stranu. Vězněni tu byli, přestože byli československými občany. V největším z těchto táborů ve Svaljavě bylo uvězněno téměř 23 000 osob, ty byly označeny za válečné zajatce, následně odvedeny do Donbasu na nucené práce, zde pracovaly v nelidských podmínkách a většina z nich tu i zahynula. 
Edvard Beneš několikrát vyjádřil svou ochotu souhlasit s připojením Podkarpatské Rusi k SSSR, což vyvrcholilo v březnu roku 1945, kdy poslal Stalinovi dopis, ve kterém píše o tom, že připojení „Zakarpatské Ukrajiny“ k SSSR považuje za samozřejmé.[zdroj?] Tím mimochodem porušil svou ústavní pravomoc, takovouto změnu by musel schválit parlament.
29. června 1945 byla mezi představiteli Československa a SSSR uzavřena smlouva o odstoupení Podkarpatské Rusi – Zakarpatské Ukrajiny Sovětskému svazu. Smlouva byla za SSSR podepsána V.M. Molotovem a za Československo Zdeňkem Fierlingerem a Vladimírem Clementisem. Představitelé Podkarpatské Rusi přizváni nebyli a jednalo se tak podle Čechům známého hesla: O nás bez nás. Proto je tato událost občas označována jako „rusínský Mnichov“.
V srpnu 1945 podepsal prezident dekret číslo 60, kterým zbavoval obyvatele Podkarpatské Rusi československého občanství. To se samozřejmě velmi nelíbilo příslušníkům 1. československého armádního sboru rusínského původu. Později byl tedy vydán dodatek, který dovoloval alespoň vojákům a jejich rodinným příslušníkům ponechat si československé občanství. Avšak obyvatelé Podkarpatské Rusi, kteří se rozhodli požádat o československé občanství, byli sověty zastrašováni, a tak se jich do Československa dostal jen zlomek.
Dne 22. listopadu pak pod nátlakem Moskvy schválilo prozatímní národní shromáždění za pomoci komunistických poslanců smlouvu o odstoupení Podkarpatské Rusi SSSR.

### Připojení k SSSR
Stejně jako Čechy byla Podkarpatská Rus rozdělena demarkační linií, která vedla na trase Sevluš–Bílky–Volovec. Východ území od čáry byl pod československou správou, sídlo správy bylo v Chustu. Západ území od čáry, tedy průmyslové oblasti, byl pod sovětskou správou, sídlo v Užhorodu. Oblast pod sovětskou správou se oficiálně nazývala Zakarpatská Ukrajina a byla jí sovětskými orgány slibována plná autonomie. Ta existovala do roku 1946, kdy tato autonomie byla rozhodnutím z Moskvy zrušena a název území byl změněn na Zakarpatská oblast.
V květnu 1945 byly obnoveny hranice Československa ve stavu před mnichovskou konferencí. Vzápětí dne 29. června 1945 byla pak celá oblast s pruhem území na východě Slovenska (který jednostranně obsadil SSSR) odstoupena Československem Sovětskému svazu. Toto odstoupení bylo provázeno migrací 120 000 obyvatel Podkarpatské Rusi do Československa. 2. dubna 1946 došlo k přesnému vytyčení hranic mezi SSSR a Československem. Za hranici byla vzata zemská hranice Slovenska a Podkarpatské Rusi z roku 1937. Obec Lekárovce byla pak 2. dubna 1946 vrácena Československu a přičleněna ke Slovensku a naopak slovenské město Čop a obce Ašvaň, Batva, Galoč, Komárovce, Malé Slemence, Palaď, Palov, Rátovce, Surty, Šalamúnová a Téglás byly přičleněny k SSSR.
V Československu bylo v roce 1945 (podobně jako v případě názvu „Sudety“) tiskovou normou Ministerstva vnitra zakázáno použít v tisku názvu „Podkarpatská Rus“.

### Podkarpatská Rus v SSSR
Prezidium Nejvyššího sovětu SSSR 22. ledna 1946 zřídilo tzv. Zakarpatskou oblast a začlenilo jí do Ukrajinské sovětské socialistické republiky. Rusíni byli také okamžitě přejmenováni na Ukrajince. Sovětský režim ihned ukázal svoji brutalitu. V květnu 1946 se konal proces s tzv. „kolaboranty“, tedy bývalými poslanci československého a maďarského parlamentu, všichni byli odsouzeni k trestu smrti. Komanda NKVD zavraždila několik církevních činitelů. Podkarpatská řeckokatolická církev byla na začátku roku 1949 zakázána. Mimo to také proběhly čistky ve straně, aby se k moci dostali přistěhovalci z východu. Území bylo militarizováno, bylo postaveno několik vojenských základen. Začala také okamžitá kolektivizace, kulaci museli své hospodářství odevzdat do kolchozů. Kulaci, kteří se bránili, byli tvrdě potrestáni. NKVD pod záminkou doplnění stavu škol odvedla místní mládež na otrockou práci v dolech. Sovětská politika zaměřená na odnárodnění znamenala katastrofu pro rusínskou lidovou kulturu. Již tak zničené hospodářství dostalo další ránu v podobě sovětských pokusů. Sovětská vláda totiž vybrala oblast jako vhodnou pro pěstování subtropických rostlin. Kolchozy tedy v roce 1951 měly za úkol, založit plantáže čaje, citronové a pomerančové sady, eukalyptové lesy… Tento šílený pokus trval deset let, samozřejmě nemohl skončit jinak než neúspěchem. Následoval pokus o přeměnu Zakarpatska v kraj sadů a vinic. Výsledek byl takový, že oproti začátku pokusu sadů a vinic ubylo.
Koncem 50. let se Zakarpatská oblast stala koridorem pro hospodářské spojení SSSR se zeměmi RVHP a Západem, což pro Zakarpatsko znamenalo pouze ekologické neštěstí. Místní lesy byly doslova drancovány a dřevo prodáváno do ciziny. Gorbačovova protialkoholická kampaň v 80. letech znamenala likvidaci vinic a další úbytek pracovních míst.
V roce 1990 byla vytvořena Společnost podkarpatských Rusínů.

### Po rozpadu SSSR

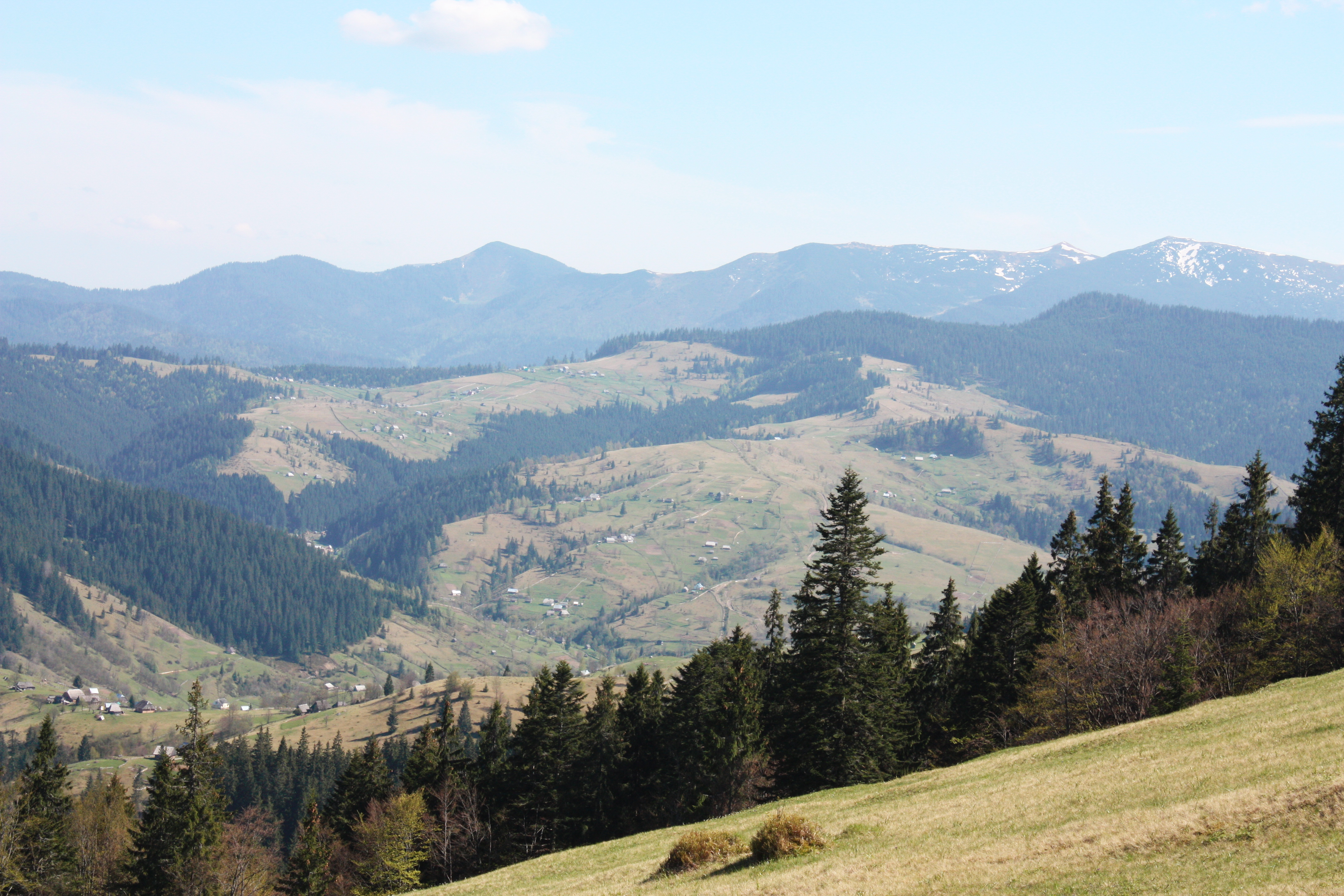
Krajina Podkarpatské Rusi

V den rozpadu SSSR 31. prosince 1991 se Podkarpatská Rus stala součástí nezávislé Ukrajiny. Od rozpadu SSSR sílilo na území celé někdejší Podkarpatské Rusi hnutí za autonomii a uznání rusínského národa. Až do zániku Československa 31. prosince 1992 se zde ozývaly hlasy po autonomii či dokonce připojení k Československu. Na Pražský hrad dorazila i delegace, žádající o připojení Podkarpatské Rusi k Československu. Prezident Václav Havel však z nejasných důvodů připojení odmítl.